# Бульнес Кальво, Альфонсо
Альфонсо Бульнес Кальво (исп. Alfonso Bulnes Calvo; 7 мая 1885, Сантьяго — 19 января 1970, Сантьяго) — чилийский государственный деятель, историк и дипломат. Сын военного министра Чили Мануэля Бульнеса Пинто, внук президентов Чили Франсиско Антонио Пинто и Мануэля Бульнеса. Муж художницы и писательницы Лус де Виана.

## Карьера
В 1909 г. получил диплом адвоката в Чилийском университете, защитив диссертацию «Муниципальное имущество. Его неотчуждаемость» (исп. Dominio Público Municipal. Su Inembargabilidad), в которой доказывал, что муниципальное имущество должно точно так же не подлежать конфискации за долги, как государственное и церковное.
С 1911 г. занимал должность секретаря Главного статистического управления Чили. С 1915 г. личный секретарь президента Чили Хуана Луиса Санфуэнтеса. В 1919—1920 гг. губернатор административной территории Магальянес. Вернувшись в столицу, получил должность инспектора в Главном управлении учёта, а затем в службе Генерального контролёра Республики Чили, в середине 1920-х гг. заместитель директора Казначейского управления. После реформы казначейского управления, проведённой президентом Карлосом Ибаньесом, в 1928 г. возглавил Главное управление ценных бумаг. В 1931—1932 гг. (с перерывом) заместитель министра иностранных дел Чили. После правительственного кризиса 1932 г. отказался от государственной деятельности и на протяжении двух десятков лет занимался только литературными и историческими трудами, а также управлением своим поместьем. В начале 1950-х гг. назначен представителем Чили в постоянную межправительственную комиссию Конференции по эксплуатации и сохранению морских богатств южной части Тихого океана. В 1954—1958 гг. посол Чили в Перу.

## Творчество
В 1910—1920-х гг. выступал в чилийских изданиях с очерками и памфлетами под псевдонимом Хуан де Альмарса (исп. Juan de Almarza). В 1927 г. посетил Париж, где опубликовал сборник стихотворений в прозе «Картинки» (исп. Viñetas), переизданный в Чили в 1942 году. По мнению поэта и критика Матиаса Рафиде, эта «гравированная проза, силуэты, краткие портреты, синтетические пейзажи, цветовые пятна, резкие зарисовки в несколько строк, наполненные порывом» — важнейшее в творчестве Бульнеса. В 1933 г. отдельным изданием вышла брошюра Бульнеса с некрологом крупнейшему чилийскому художнику Хуану Франсиско Гонсалесу.
Наибольшее признание Бульнесу принесли его исторические труды: в 1946 году он выпустил биографию своего деда, президента Мануэля Бульнеса (исп. Bulnes. 1799–1866), в 1950 году — биографию ещё одного президента Чили, Федерико Эррасуриса Саньярту (исп. Federico Errázuriz Zañartu. Su vida). В 1967 г. выступил составителем и автором предисловия к изданию писем Хуана Баутисты Альберди. Статьи Бульнеса о поэтах, художниках, историках были собраны в книгу «Видение Эрсильи и другие очерки» (исп. Visión de Ercilla y otros ensayos), вышедшую спустя несколько месяцев после его смерти.
Действительный член Чилийской академии истории с 1940 г., в 1949—1962 гг. её президент. С 1959 г. также действительный член Чилийской академии языка.